# Blechnopsis brasiliensis
Blechnopsis brasiliensis là một loài thực vật có mạch trong họ Blechnaceae. Loài này được (Desv.) C. Presl mô tả khoa học đầu tiên năm 1851.